# Karel Černý (fotbalista)
Karel Černý (1. února 1910 – ?) byl český fotbalista, obránce.

## Fotbalová kariéra
Jako hráč SK Slavia Praha byl roku 1938 povolán do reprezentačnímu výběru na mistrovství světa ve Francii. Nenastoupil však v žádném zápase šampionátu a nepřipsal si ani žádný jiný reprezentační start. Ve Slavii na sebe upozornil především v semifinále Středoevropského poháru s AC Janov 1893, který hrála Slavia na hřišti Sparty na Letné roku 1938. Černý ve 22. minutě brutálně fauloval italského fotbalistu Bertoniho a způsobil mu dvojitou frakturu holeně. Atmosféra velmi zhoustla a vyústila v bitku na hřišti, při níž musela zasahovat i policie.
V lize hrál za SK Plzeň, SK Židenice, SK Slavia Praha a SK Nusle. Nastoupil ve 170 utkáních.

## Ligová bilance
| Ročník                       | Zápasy | Góly | Klub            |
| ---------------------------- | ------ | ---- | --------------- |
| 1. asociační liga 1932/33    | 11     | 0    | SK Plzeň        |
| 1. asociační liga 1933/34    | 2      | 0    | SK Židenice     |
| Státní liga 1934/35 (fotbal) | 21     | 0    | SK Židenice     |
| Státní liga 1935/36 (fotbal) | 15     | 0    | SK Židenice     |
| Státní liga 1936/37 (fotbal) | 10     | 0    | SK Židenice     |
| Státní liga 1937/38 (fotbal) | 20     | 0    | SK Slavia Praha |
| Státní liga 1938/39 (fotbal) | 18     | 0    | SK Slavia Praha |
| Národní liga 1939/40         | 11     | 0    | SK Slavia Praha |
| Národní liga 1940/41         | 19     | 0    | SK Slavia Praha |
| Národní liga 1941/42         | 22     | 0    | SK Slavia Praha |
| Národní liga 1942/43         | 12     | 0    | SK Nusle        |
| Národní liga 1943/44         | 8      | 0    | SK Nusle        |
| CELKEM                       | 169    | 0    |                 |